# Métro de Kyoto
Le métro de Kyoto (en japonais: 京都市営地下鉄, Kyōto-shiei chikatetsu c’est-à-dire métro municipal de Kyoto) est le système de transports en commun de la ville de Kyoto et est géré avec le réseau de bus par le service des transports municipaux. Le métro est ouvert de 5 h 30 à 00 h 00, la fréquence est selon l'heure de 4 à 7 minutes 30.

## Lignes
Le réseau du métro comporte deux lignes.
| Ligne    | Symbole | Ouverture | Dernier prolongement | Longueur | Stations |
| -------- | ------- | --------- | -------------------- | -------- | -------- |
| Karasuma |         | 1981      | 1997                 | 13,7     | 15       |
| Tōzai    |         | 1997      | 2008                 | 17,1     | 17       |

### Ligne Karasuma

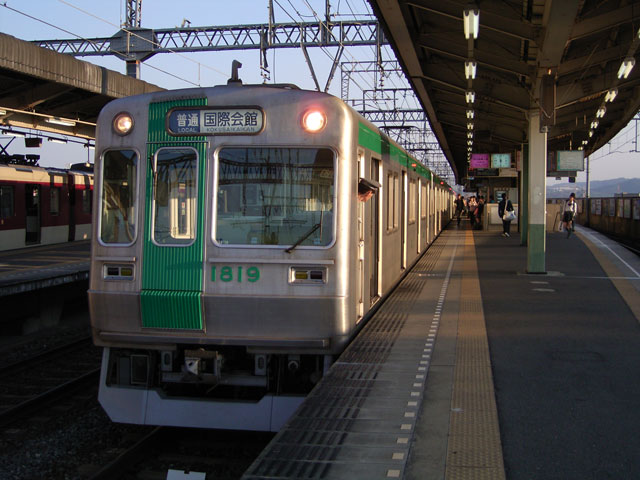
Rame de la série 10 sur la ligne Karasuma

La ligne Karasuma (烏丸線, Karasuma-sen) va du sud au nord et est connectée au réseau ferroviaire de la Kintetsu qui dessert Nara. La ligne fait 13,7 km de long. L'ouverture du premier tronçon entre les stations de Kyoto et Kitaoji a eu lieu en 1981. Le dernier prolongement a été mis en service en 1997. La ligne dessert 15 stations dont la gare principale de Kyoto.

### Ligne Tōzai

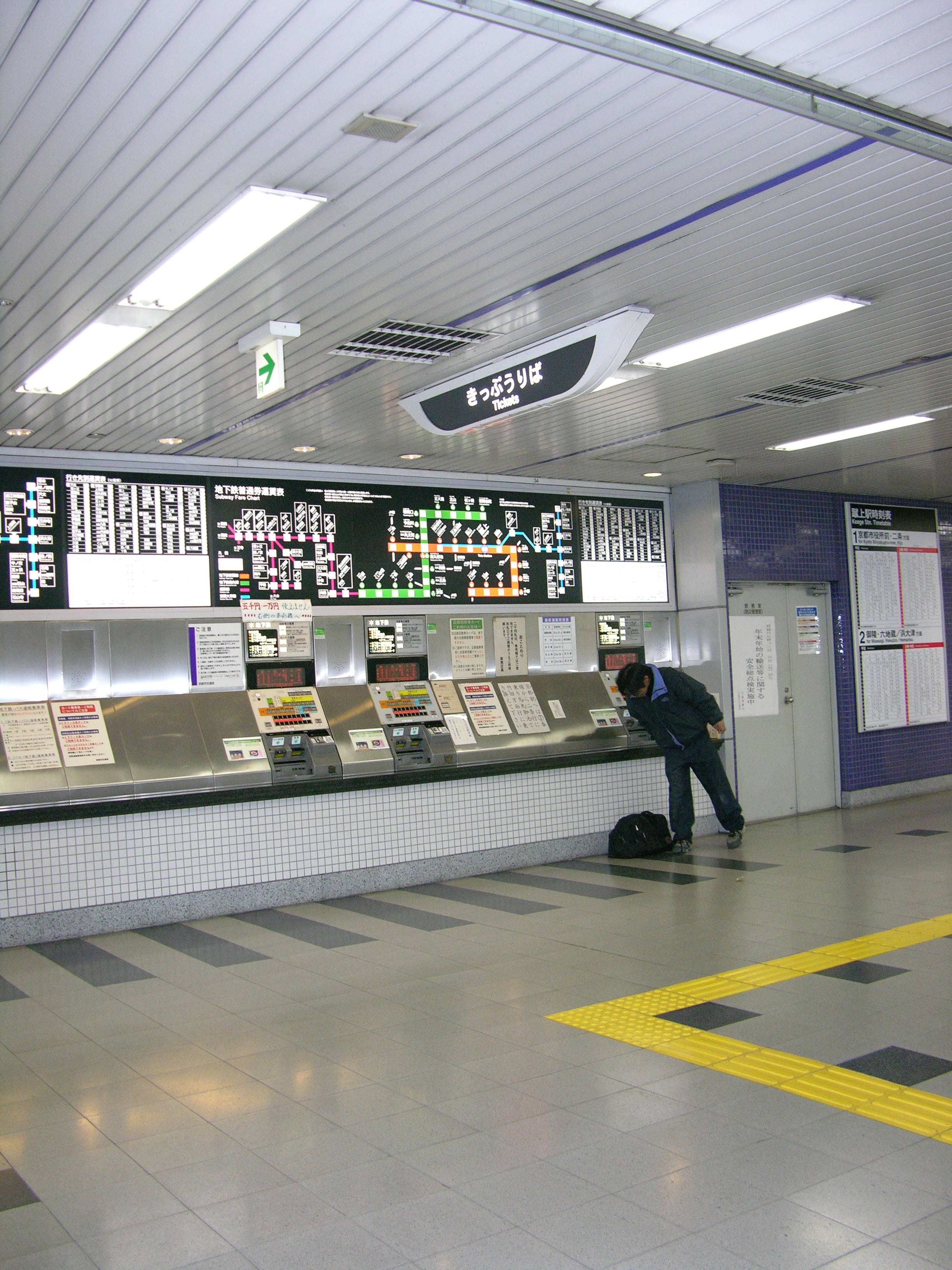
Distributeur de billets à la station Keage sur la ligne Tozai

La ligne Tōzai (京都市営地下鉄東西線, Kyōto shi-ei chikatetsu tōzai-sen) va du sud-est à un point situé à l'est de la ville avant de prendre une direction est-ouest (tōzai) et de traverser le centre-ville. La ligne est longue de 17,5 km.
Le tronçon a été ouvert le 12 octobre 1997 et transporte quotidiennement environ 138 000 voyageurs. Le tronçon entre Keihan-Sanjo et Yamashina faisait partie à l'origine du réseau de la compagnie "Keihan". Des trains du réseau Keihan circulent dans le tunnel du métro de la gare de Kyoto Shiyakusho-mae jusqu'à Yamashina et au-delà jusqu'à Ōtsu. Comme une partie de la ligne était à l'origine une ligne de tramway, les rames de métro circulent à certains endroits au milieu de la rue.
En février 2008, la ligne a été rallongée vers l'ouest de près de 3 kilomètres. Elle rejoint désormais la station de Uzumasa-Tenjingawa.
Toutes les stations sont accessibles par les personnes en fauteuil roulant. À chaque station est associée une couleur pour faciliter sa reconnaissance. L'accès aux trains est sécurisé par des portes palières installées sur les quais qui ne s'ouvrent que lorsque le train est en station.

## Caractéristiques techniques
L'écartement de la voie est standard (1 435 mm). Les lignes comportent systématiquement 2 voies et sont alimentées en 1500 volts. Les quais des stations font au minimum 175 mètres de long. Les rames comportent 6 voitures et circulent à une vitesse maximale de 75 km/h.

## Matériel roulant

### Matériel roulant de Métro Municipal de Kyoto
| Série | Livraison   | Constructeur | Nombre de rame | Nombre de voitures par rame | Ligne desservie | Photo |
| ----- | ----------- | ------------ | -------------- | --------------------------- | --------------- | ----- |
| 10    | 1981 - 1997 | Kinki Sharyo | 20             | 6                           |                 |       |
| 20    | 2022 - 2025 | Kinki Sharyo | 9              | 6                           |                 |       |
| 50    | 1997 - 2004 | Kinki Sharyo | 17             | 6                           |                 |       |

### Matériel roulant de Kintetsu Corporation
Ces rames ont la capacité de circuler à la fois sur la ligne Karasuma et sur les lignes du réseau de Kintetsu Corporation.
| Série | Livraison | Constructeur | Nombre de rame | Nombre de voitures par rame | Ligne desservie | Photo |
| ----- | --------- | ------------ | -------------- | --------------------------- | --------------- | ----- |
| 3200  | 1986      | Kinki Sharyo | 7              | 6                           |                 |       |
| 3220  | 2000      | Kinki Sharyo | 3              | 6                           |                 |       |

### Matériel roulant de Keihan Electric Railway
Ces rames ont la capacité de circuler à la fois sur la ligne Tōzai et sur les lignes du réseau de Keihan Electric Railway.
| Série | Livraison | Constructeur              | Nombre de rame | Nombre de voitures par rame | Ligne desservie | Photo |
| ----- | --------- | ------------------------- | -------------- | --------------------------- | --------------- | ----- |
| 800   | 1997      | Kawasaki Heavy Industries | 8              | 4                           |                 |       |

## Extensions futures
Le tronçon ouest de la ligne Tozai pourrait être par la suite prolongé de 10 kilomètres de Tenjingawa-Oike jusqu'à Rakushiaa.
Il est possible que la ligne Karasuma soit prolongée de Takeda jusqu'à Rakunan.